# Франсоа-Андре Филидор
Франсоà-Андрè Даникàн Филидòр (на френски: François-André Danican Philidor) е френски шахматист и музикант. Той е сред най-силните играчи през втората половина на XVIII век и е широко смятан за най-добрия шахматист на своето време.
Побеждавал с лекота всичките си противници, написал книга за шахмата и оставил теоретични изследвания, които имат стойност и в наши дни. Неговата книга „Анализ на играта на шах“ се счита за стандартен наръчник по шах в продължение на поне един век. На негово име са кръстени дeбют в шаха, позиция в ендшпила и метод за мат.
Филидор e бил не само изключителен шахматист, но и талантлив композитор. Той допринася за ранното развитие на комичната опера. Написал е няколко опери, които имат голям успех.

## Опери
| Име                                                                                           | Оригинално име                                                                                           | Година    |
| --------------------------------------------------------------------------------------------- | --- | --------- |
| Дяволът на четири или Двойната метаморфоза                                                    | Le Diable à quatre ou la Double métamorphose                                                             | 1756      |
| Блез обущарят                                                                                 | Blaise le savetier                                                                                       | 1759      |
| Стридата и молителите или Трибуналът на шикана                                                | L'Huître et les Plaideurs ou le Tribunal de la chicane                                                   | 1759      |
| Недоразумението или Непостоянният фиксиран                                                    | Le Quiproquo ou le volage fixé                                                                           | 1759      |
| Войникът-магьосник Луи Ансо                                                                   | Le Soldat Magicien Louis Anseaume                                                                        | 1760      |
| Градинарят и неговият господар                                                                | Le Jardinier et son seigneur                                                                             | 1761      |
| Подковачът                                                                                    | Le Maréchal-Ferrant                                                                                      | 1761      |
| Санчо Панса на своя остров                                                                    | Sancho Pança dans son île                                                                                | 1762      |
| Дървосекачът или Трите желания                                                                | Le Bûcheron ou les trois souhaits                                                                        | 1763      |
| Магьосникът (текст: Антоан-Александр-Анри Поансине)                                           | Le Sorcier (paroles d'Antoine-Alexandre-Henri Poinsinet)                                                 | 1764      |
| Том Джоунс (от романа на Хенри Филдинг)                                                       | Tom Jones (tiré du roman de Henry Fielding)                                                              | 1765      |
| Ернелинде, принцеса на Норвегия (лирична трагедия, преработена като Сандомар, принц на Дания) | Ernelinde, princesse de Norvège (tragédie lyrique, révisée sous le titre de Sandomar, prince de Danemark | 1767 1769 |
| Градинарят от Сидон                                                                           | Le Jardinier de Sidon                                                                                    | 1768      |
| Прикритият любовник или предполагаемият градинар                                              | L'Amant déguisé ou le jardinier supposé                                                                  | 1769      |
| Новото училище за жени                                                                        | La Nouvelle École des femmes                                                                             | 1770      |
| Мелиде                                                                                        | Mélide                                                                                                   | 1772      |
| Първият навигатор                                                                             | Le Premier navigateur                                                                                    | 1772      |
| Добрият син                                                                                   | Le bon fils                                                                                              | 1773      |
| Херне ловецът (изгубена опера)                                                                | Herne le chasseur (opéra perdu)                                                                          | 1773      |
| Кладенецът на любовта                                                                         | Le Puits d'amour                                                                                         | 1779      |
| Персей (лирическа трагедия в 3 действия)                                                      | Persée (tragédie lyrique en 3 actes)                                                                     | 1780      |
| Дружба на село                                                                                | L'Amitié au village                                                                                      | 1785      |
| Темистокъл (лирическа трагедия)                                                               | Thémistocle (tragédie lyrique)                                                                           | 1786      |
| Красивата робиня                                                                              | La Belle Esclave                                                                                         | 1788      |
| Велизарий (посмъртна опера)                                                                   | Bélisaire (opéra posthume)                                                                               | 1796      |

## Шахматна дейност
Филидор е един от най-известните шахматни теоретици на 18 век. Той сериозно преразглежда възгледите на своите предшественици, предимно италианските майстори, които са вярвали, че най-добрият стил на игра е масивна атака срещу вражеския цар с всички налични средства и които са използвали пешките само като спомагателен материал.
Разработил това, което по-късно е наречено позиционен стил на игра. Той е вярвал, че играчът не трябва безразсъдно да се втурва в атаки, той трябва систематично да изгражда силна, стабилна позиция, да нанася прецизно изчислени атаки върху слабите точки на позицията на противника, ако е необходимо, прибягвайки до размени и опростявания, ако те водят до печеливш ендшпил. Правилната позиция, според Филидор, е преди всичко правилното разположение на пешките. В книгата си „Анализ на играта на шах“ /Analyse du jeu des Échecs/ (1749) Филидор пише:
| „ | Пешките са душата на шахмата, те са тези, които уникално създават атака и защита, от тяхното добро или лошо разположение като цяло зависи победата или поражението в партията. | “ |

(Оригинал на френски език:„...les Pions: Ils sont l'ame des Echecs: Ce sont eux uniquement qui forment l'attaque & la defence; & de leur bon ou mauvais arrangement, depend entierement le gain ou la perte de la Partie.“ )
Филидор е разработил тактика за напредване на веригата от пешки, настоява за важността на пешечния център и анализира борбата за центъра. В много отношения неговите идеи формират основата на шахматната теория на следващия век. Написаната от него книга „Анализ на шахматната игра“ се превръща в класика; само през XVIII век тя преминава през 42 издания и по-късно е преиздавана многократно. 
Шахматният дебют „Защита Филидор“ е именуван на Филидор: 1. e2-e4 e7-e5 2. Kg1-f3 d7-d6.